# César E. Arroyo
César E. Arroyo (Quito, 1887-Madrid, 1937) fue un escritor ecuatoriano. Nació en Quito, Ecuador, en 1887 y murió en Madrid en 1937. Pasó su primera juventud en Quito donde se hizo amigo de Gonzalo Zaldumbide, otro escritor ecuatoriano que residió en Europa. Llegó a España en 1912 para participar en los actos del Centenario de las Cortes de Cádiz. En Cádiz coincidió con Francisco A. de Icaza, representante de México. 
Entre 1912 y 1916 desempeñó el puesto de cónsul del Ecuador en Vigo, y a continuación pasó de cónsul general a Madrid (22.08.1917 / 1.03.1919). En el Centro de Cultura Hispanoamericana de Madrid conoció al escritor mexicano Luis G. Urbina, con quien mantuvo una estrecha amistad. Junto con Urbina y Francisco Villaespesa participó en la fundación de la revista Cervantes (1916-1920), en la que desempeñó un papel fundamental. 
El 19 de abril de 1917 César E. Arroyo embarca en Santander en el trasatlántico «Alfonso XIII» con dirección a La Habana. Viaja en condición de secretario de Francisco Villaespesa. 
Como consecuencia de su estancia en México, publica en la revista Cervantes la serie «Modernos poetas mexicanos» (julio de 1918-noviembre de 1920, que se compone de nueve entregas. Escribe sobre Francisco A. de Icaza, Jesús E. Valenzuela, Amado Nervo, Manuel José Othón, Efrén Rebolledo, José Juan Tablada, Rubén M. Campos, Enrique González Martínez y Lázaro P. Feel. La serie comienza tras su incorporación al personal de la revista en julio de 1918, adjunto al director Andrés González-Blanco. 
A principios de los años 20 se traslada a Francia, de agregado en la Legación del Ecuador en París. Después fue cónsul en Santander y director de una biblioteca de autores americanos para la editorial Calleja. En 1922 regresó a Quito donde dio una serie de conferencias que fueron decisivas en el desarrollo de la poesía de vanguardia ecuatoriana, por ejemplo en su amigo Jorge Carrera Andrade. 
Posteriormente volvió a España para hacerse cargo del Consulado en Cádiz, donde contrajo matrimonio, y en Marsella. Tras una nueva etapa en Quito a comienzos de los años treinta, regresó a España, donde falleció. 

## Hispanoamericanismo
Una de las grandes preocupaciones de Arroyo fue la fraternidad hispanoamericana, considerando incluso la posibilidad de una unión política iberoamericana. Usó la revista Cervantes con este propósito y participó en la organización de congresos de juventudes y organismos intelectuales. Formó parte de la Juventud Hispanoamericana. 
Estaba a favor de una literatura hispanoamericana autóctona, de ahí su entusiasmo ante los primeros libros de José María Arguedas y otros autores del indigenismo literario.creado por horacio javier castro el titerito